# Pelechy

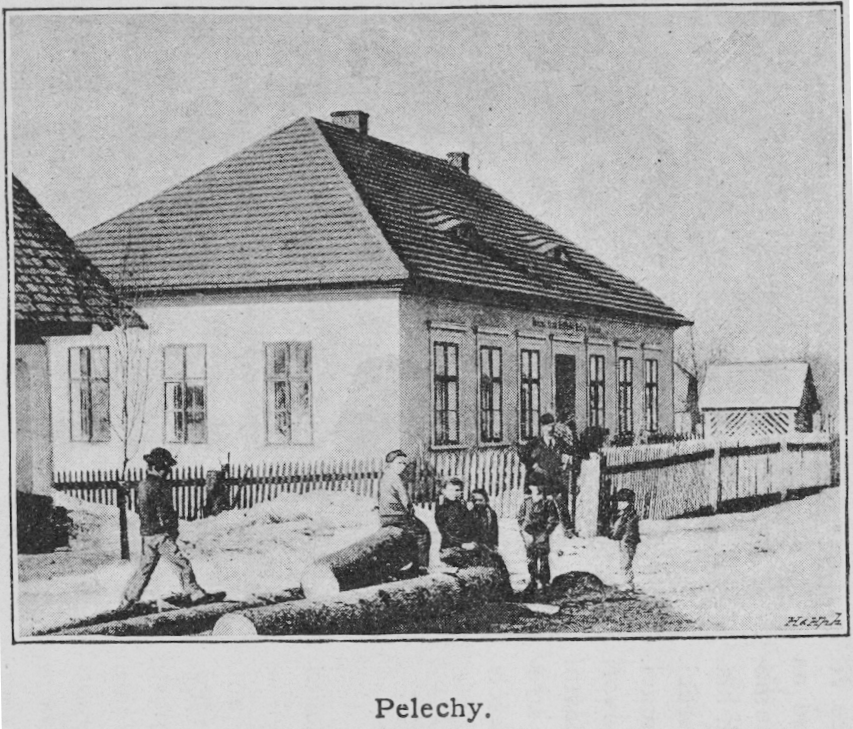
Schule der ÚMŠ, Photographie von Rudolf Bruner-Dvořák (um 1891)

Pelechy (deutsch Pelechen, früher Bernloch) ist eine Gemeinde in Tschechien. Sie liegt sechs Kilometer südlich von Domažlice und gehört zum Okres Domažlice.

## Geographie
Pelechy befindet sich am Rande der Naturparks Český les in der Cham-Further Senke (Všerubská vrchovina). Das Dorf liegt am Nordhang der Halovska (644 m). Westlich von Pelechy entspringt die Zubřina, im Norden der Tlumačovský potok. Nördlich erhebt sich die Šafranice (565 m), im Osten die Butovice (590 m), südwestlich der Spálený vrch (Brennteberg, 668 m) sowie im Westen die Salka (600 m).
Nachbarorte sind Havlovice und Stráž im Norden, Tlumačov und Mrákov im Nordosten, Starý Klíčov und Krásnice im Osten, Filipova Hora und Kosteliště im Südosten, Maxov im Süden, Nový Spálenec, Spáleneček und Šnory im Südwesten, Stará Huť im Westen sowie Stará Pasečnice im Nordwesten.

## Geschichte
Nach 1768 entstanden auf den zur Allodialherrschaft Kauth gehörenden Hängen am Waldrand der Českokubická vrchovina einige einschichtige Bauernwirtschaften. Die erste schriftliche Erwähnung der Streusiedlung Na Pelechinach erfolgte im Jahre 1789.
Nach der Aufhebung der Patrimonialherrschaft bildete Pelechny/Bernloch ab 1850 einen Ortsteil der Gemeinde Tlumačov im Gerichtsbezirk Taus. Ab 1868 gehörte die Siedlung zum Bezirk Taus. Im Jahre 1869 lebten in den 20 Häusern von Pelechny 135 größtenteils tschechischsprachige Personen. 1880 hatte der Ort 148 Einwohner, zehn Jahre später waren es 211. Unter den neuen Siedlern waren auch viele Deutschböhmen. 1884 wurde in Philippsberg eine deutschsprachige Schule eröffnet. Zur Verhinderung einer weiteren Germanisierung richtete die Ústřední matice školská in Pelechny 1885 eine tschechische Schule ein, in der im Gründungsjahr 62 Kinder aus Pelechny, Filipova Hora/Philippsberg und Mlýneček/Stallung unterrichtet wurden. Beim Zensus von 1921 lebten in den 32 Häusern des Dorfes 177 Menschen. Die heutige Namensform Pelechy wurde 1923 eingeführt. 1936 war die Gründung der Freiwilligen Feuerwehr. Nach dem Münchner Abkommen wurde Pelechen von Tlumačov abgetrennt und als Ortsteil von Neumark dem Deutschen Reich zugeschlagen. Zwischen 1939 und 1945 gehörte das Dorf zum Landkreis Markt Eisenstein. Nach dem Ende des Zweiten Weltkrieges kam Pelechy wieder zur Tschechoslowakei zurück und wurde erneut Teil der Gemeinde Tlumačov. Die meisten der deutschen Bewohner wurden vertrieben. 1950 bestand Pelechy aus 44 Häusern und hatte 101 Einwohner. Im Jahre 1961 wurde der Ortsteil nach Stráž umgemeindet. Die Schule wurde 1965 geschlossen. Im selben Jahr entstand die Straße nach Pasečnice und der Linienbusverkehr zwischen Tlumačov und Babylon wurde aufgenommen.
Seit dem 24. November 1990 bildet Pelechy eine eigene Gemeinde. Zu Beginn des Jahres 2012 wurde Šnory, das bis dahin als Exklave einen Ortsteil von Stráž bildete, nach Pelechy umgegliedert. Die ehemalige Schule ist heute Sitz des Gemeindeamtes.

## Gemeindegliederung
Für die Gemeinde sind keine Ortsteile ausgewiesen. Zu Pelechy gehört die Wüstung Šnory (Kohlstätten).